# Hermann Karsten (Mineraloge)
Hermann Karsten (* 3. September 1809 in Breslau; † 26. August 1877 in Reinerz, Niederschlesien) war ein deutscher Mathematiker und Mineraloge.

## Leben
Hermann Karsten (Nr. 7-2-1 der mit seinem Urgroßvater beginnenden Geschlechtszählung) wurde als Sohn des Mineralogen Carl Karsten geboren. Bereits mit 16 Jahren begann er Ostern 1826 an der Rheinischen Friedrich-Wilhelms-Universität Rechtswissenschaft zu studieren. Im selben Jahr wurde er im Corps Borussia Bonn recipiert. Zum Sommersemester 1827 setzte er das Studium an der Friedrich-Wilhelms-Universität zu Berlin und der Albertus-Universität Königsberg fort. Dabei wechselte er auf Mathematik und Naturwissenschaft. 1829, im Alter von 20 Jahren, wurde er zum Dr. phil. promoviert. Nach astronomischen Studien an der Sternwarte Königsberg habilitierte er sich ein Jahr später an der Universität Rostock für Mathematik und Mineralogie. 1831 wurde er zum a.o. Professor und 1836 zum o. Professor für Mathematik berufen. 1844, 1845, 1848 und 1873 wurde er zum Rektor der Universität Rostock gewählt. Von 1830 bis 1850 gab er den von ihm berechneten Mecklenburgischen Kalender und den Kleinen Astronomischen Almanach für Seeleute heraus. 1854 wurde er zum Leiter der Rostocker Navigationsschule ernannt. 1874 wurde er zum Vorsitzenden des Deutschen Nautischen Vereins und der Navigationsprüfungsbehörde gewählt. Er war Ausschussmitglied des Vereins zur Rettung Schiffbrüchiger sowie Vorsitzender des Mecklenburgischen Sängerbundes und des Mecklenburgischen Kunstvereins. Karsten wurde 1874 in die Deutsche Akademie der Naturforscher Leopoldina gewählt.
Hermann Karsten war mit Theodore, geb. Berg (1817–1863) verheiratet, Tochter des Pastors Christian Berg (1767–1840) aus Wustrow (Fischland). In der Ehe wurden zwischen 1837 und 1851 drei Töchter und vier Söhne geboren.

## Schriften
- De crystallographiae mathematicae problematibus nonnullis, 1830
- Zur Geschichte der naturwissenschaftlichen Institute der Universität Rostock, 1846
- Verzeichniss der im Rostocker academischen Museum befindlichen Versteinerungen aus dem Sternberger Gestein, 1849
- Lehrbuch der Krystallographie, 1861.